# مارشال كينغ
مارشال كينغ (بالإنجليزية: Marshall King)‏ هو لاعب كرة قاعدة أمريكي، ولد في 1 ديسمبر 1849 في Lansingburgh, New York ‏ في الولايات المتحدة، وتوفي في 19 أكتوبر 1911 في تروي في الولايات المتحدة.

## وصلات خارجية
- مارشال كينغ على موقعبيزبول رفرنس.كوم (الدوري الرئيسي) (الإنجليزية)